# Zhangjiazhuang (sockenhuvudort i Kina, Shanxi Sheng, lat 39,26, long 112,79)
Zhangjiazhuang är en sockenhuvudort i Kina. Den ligger i provinsen Shanxi, i den norra delen av landet, omkring 160 kilometer norr om provinshuvudstaden Taiyuan. Antalet invånare är 6 512. Befolkningen består av 3 117 kvinnor och 3 395 män. Barn under 15 år utgör 16,0 %, vuxna 15-64 år 70 %, och äldre över 65 år 13,0 %.
Runt Zhangjiazhuang är det ganska tätbefolkat, med 124 invånare per kvadratkilometer. Närmaste större samhälle är Housuo, 6,8 km nordost om Zhangjiazhuang. Trakten runt Zhangjiazhuang består i huvudsak av gräsmarker.
Genomsnittlig årsnederbörd är 633 millimeter. Den regnigaste månaden är juli, med i genomsnitt 184 mm nederbörd, och den torraste är januari, med 3 mm nederbörd.